# 世界文化博物館 (スウェーデン)
スウェーデン国立世界文化博物館（スウェーデンこくりつせかいぶんかはくぶつかん、スウェーデン語: Världskulturmuseet）は2004年にスウェーデンのエーテボリに開館した一連の博物館群の1館である。2000年に閉館した旧エーテボリ民俗博物館の収蔵品を引き継ぎ、その設立の趣旨は世界文化の主題を学際的に解釈することにある。近隣にはユニバーシアム科学博物館やリセベリ遊園地があり、イベント用の会場が集まった地域（Korsvägen）にも近い。
「当博物館群は世界文化の概念をオープンエンドの方法でダイナミックに解釈します。一方でさまざまな文化は互いに衝動を取り入れ合い、より似ていく傾向があります。また別の一方では、文化とは地方や国、民族や性別の違いにより、その成り立ちの多くが形作られるものです。世界の文化は互いに情報をやり取りし依存しあい、相互主義と無縁でないばかりか、すべての個人の特異性や具体性、独自性と関連があります。」—公式ホームページ、ご案内
博物館群の開館を記念し次の展覧会が開かれた。
- 病名不明の発熱： グローバリゼーションの時代とエイズ
- 地平線：グローバルなアフリカの声
- 夢幻の姉妹：オリノコの民と神話
- フレッド・ウィルソン：目に見えない場所-悪魔の住居
- 390m2の精神性

## 建築

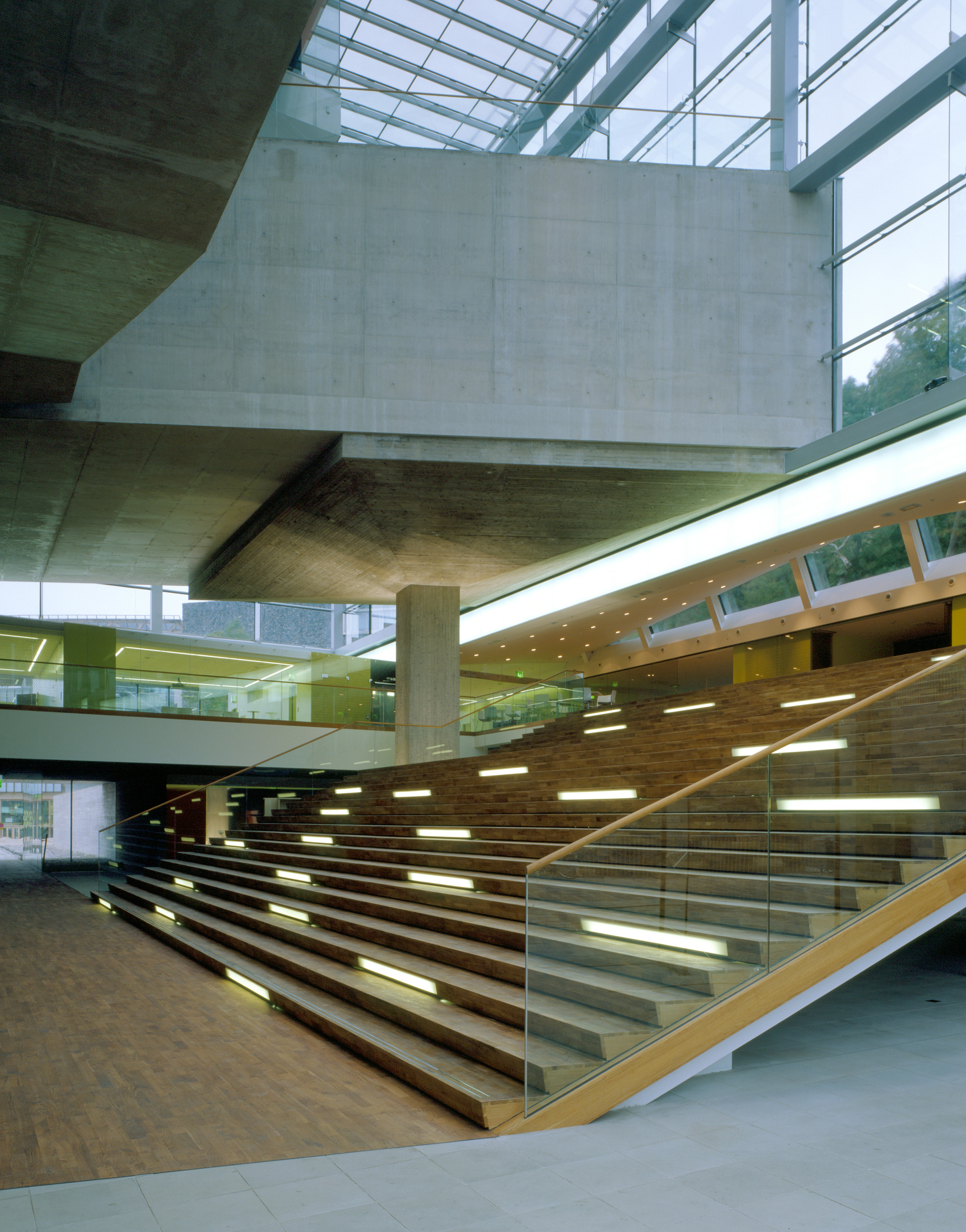
アトリウムの大階段（Hélène Binet 撮影）

リセベリ遊園地に続く斜面に面して立つセメントとガラスのモダンな建物は、コンパクトでありながら優雅である。アトリウムは4階建てで、入館口側のガラス面に丘の緑が映り込む。
ソードラワーゲン（Södra vägen）側に配置した展示室は、壁面で囲み、通路の頭上5mに自由懸架式の上層階が配置される。全長43mの展示ケース越しに、直接、最大の展示室を見渡せる構造である。
博物館の設計は国際コンペティションで選ばれた。担当したブリサック・ゴンザレス建築事務所に所属するセシル・ブリサックとエドガー・ゴンザレスはそれぞれ、キューバとイギリスの出身である。

## 展示品をめぐる論争
2005年2月に博物館は『シーンダムール』（Louzla Darabi作、仮題『愛の光景』）という絵画作品を展示室から撤去すると決めた。HIV/エイズに関する特別展に出展された同作は、男女の性交を描いた画面の隅にコーランの言葉を写してあった。これに悲しみ不満を抱いた原理主義イスラム教徒から画家と学芸員に対して多くの殺人予告などの脅迫文が送られた。いくつかは「オランダから学ぶ」ように芸術家に命じ、殺された映画監督テオ・ファン・ゴッホ、脅迫されたアヤーン・ヒルシ・アリに言及したという。